# بتشول بنغالي
بتشول بنغالي (الاسم العلمي:Pogostemon benghalensis) هو نوع من النباتات يتبع جنس البتشول من الفصيلة الشفوية.